# Bridget Williams
Bridget Williams (18 de marzo de 1996) es una deportista estadounidense que compite en atletismo En los Juegos Panamericanos de 2023 obtuvo una medalla de oro en la prueba de salto con pértiga.

## Palmarés internacional
| Juegos Panamericanos | Juegos Panamericanos | Juegos Panamericanos | Juegos Panamericanos |
| Año                  | Lugar                | Medalla              | Prueba               |
| -------------------- | -------------------- | -------------------- | -------------------- |
| 2023                 | Santiago (Chile)     | Medalla de oro       | Salto con pértiga    |